# Ola Nordmann
Ola Nordmann is een personificatie van de gemiddelde Noorse man. De vrouwelijke variant is Kari Nordmann. De namen worden in publicaties en media gebruikt als men wil spreken over de doorsnee man/vrouw. Ook worden deze namen gebruikt als standaardnamen bij het oefenen van invullen van formulieren. De namen Ola en Kari zijn vergelijkbaar met de Engelse equivalenten John Doe en/of Jane Doe. 
Reeds in 1844 wordt de term Ola Nordmann gebruikt in het boek Skåltaler, 474 samlede og utgivene av Ola Nordmann, geschreven door de auteur Henrik Wergeland, maar vanaf 1926 wordt het gebruikt om de gemiddelde Noor te beschrijven.
Ola is een veel voorkomende mannelijke voornaam in Noorwegen. Het is afgeleid van Olav.

## Wetenswaardigheden
- Statistisk sentralbyrå (Noors variant van ons CBS): Dette er Kari og Ola – Kvinner og menn i Norge, bevat wetenswaardigheden over de gemiddelde Noorse man en vrouw. Let op: in het Noors geschreven.
- De band Plumbo deed een poging om Noorwegen te vertegenwoordigen op Eurovisiesongfestival van 2012 met het nummer Ola Nordmann.
- De Noren gebruiken de term Olabukse (broek voor de gewone man) voor spijkerbroek.